# Загальноприйнятий статевий акт
Загальноприйнятий статевий акт, що у розмовній мові відомий як ванільний статевий акт, — це сексуальна поведінка, яка знаходиться у межах нормального для певної культури чи субкультури та зазвичай передбачає секс без елементів БДСМ, кінків, фетишизму або у межах шлюбу чи стосунків.

## Опис
Те, що вважається загальноприйнятним сексом, залежить від культурних і субкультурних норм. Серед гетеросексуальних пар у західному світі, наприклад, традиційний секс часто передбачає статевий акт у місіонерській позі. Він також може описувати проникаючий секс, який не містить жодних елементів БДСМ, кінків чи фетишів.
Британський медичний журнал розглядає загальноприйнятий секс між гомосексуальними парами як «секс, який не виходить за рамки прихильності, взаємної мастурбації, а також орального та анального сексу». На додаток до взаємної мастурбації, проникаюча сексуальна активність серед одностатевих пар протиставляється не проникаючим актам, таким як міжстегновий секс, фрот і трибадизм, хоча трибадизм згадується як поширена, але рідко обговорювана сексуальна практика серед лесбійок.

## Ванільна сексуальність
Термін «ванільний» у словосполучені «ванільний секс» походить від використання екстракту ванілі як основного ароматизатора для морозива, а також означає звичайне або загальноприйнятне. У стосунках, де лише один партнер насолоджується менш загальноприйнятими формами сексуального самовираження, партнера, який не насолоджується такою діяльністю, так як інший, часто називають ванільним партнером . Таким чином, їх легко помилково затаврувати як неавантюристів у сексуальних питаннях. Завдяки дослідженню разом зі своїм партнером людина, яка має більш ванільні погляди, може відкрити нові грані своєї сексуальності. Як і у випадку з будь-якою сексуально активною людиною, вони можуть виявити, що їх уподобання у загально званому «ванільно-кінковому» спектрі є достатніми для їхнього повного задоволення. 